# Օ

Օとօ

筆記体

Օ, օ（アルメニア語: օ、発音はo）は、アルメニア文字の伝統アルファベットで37番目の文字（アルメニア共和国の正書法では38番目）である。1046年に「փափագանօք」という単語で初めて出現した文字である。1922年の正書法改正ですべて「Ո」に書き換えられて廃止となったものの、1940年に復活されて現在に至る。

## 使用
現代の東アルメニア語・西アルメニア語では円唇後舌半広母音[ɔ]を表す。ラテン文字化する時は「O」または「Ō」と記す。「Ո」もおおよそ同じ発音であるが、ソ連時代および現行のアルメニア共和国の正書法での文字の整理により、「Ո」の方の使用頻度が高くなり、この「Օ」は語頭と複合語にしか来なくなる（խօսել → խոսել、գօտի → գոտիなど）。なお、「էօ」の二文字は西アルメニア語で単母音の円唇前舌半広母音[œ]と発音される一方、アルメニア共和国の正書法では「յո」と書くようになっている（եօթ → յոթなど）。

## 書体

## 符号位置
| 文字 | Unicode | JIS X 0213 | 文字参照        | 備考 |
| ---- | ------- | ---------- | --------------- | ---- |
| Օ    | U+0555  | -          | &#x555; &#1365; |      |
| օ    | U+0585  | -          | &#x585; &#1413; |      |